# Acanthagrion peruanum
Acanthagrion peruanum là một loài chuồn chuồn kim trong họ Coenagrionidae.
Loài này được xếp vào nhóm loài ít quan tâm trong sách Đỏ của IUCN năm 2006.
Acanthagrion peruanum được miêu tả khoa học năm 1942 bởi Schmidt.